# Grote boomvink
De grote boomvink (Camarhynchus psittacula) is een van de zogenaamde darwinvinken, zangvogels uit de grote Amerikaanse familie Thraupidae (tangaren). De darwinvinken komen als endemische soorten alleen voor op de Galapagoseilanden. De grote boomvink komt voor op de meeste eilanden van de archipel.

## Kenmerken
De grote boomvink heeft van alle soorten boomvinken het grootste formaat en heeft een grote sterke snavel, waarbij de bovensnavel een naar beneden gebogen punt heeft. Net als de meeste darwinvinken is de grote boomvink een dofgrijze tot olijfbruine vogel, waarbij de mannetjes donkerder zijn en geleidelijk ook donkerder worden als ze ouder worden.
De grote boomvink, net als de andere darwinvinken, is onderwerp van studie over de soortvorming. Stapsgewijze veranderingen in de snavelvorm hebben ook invloed op het vermogen om bepaalde geluiden te maken waardoor vogels met dezelfde snavelvorm elkaar op den duur als soorten herkennen en reproductief geïsoleerd raken van vogels met een afwijkende snavel en afwijkende zang.

## Verspreiding en leefgebied
Er zijn twee ondersoorten C. psittacula habeli op de noordelijk gelegen eilanden Pinta en Marchena en C. psittacula affinis op de westelijke eilanden Fernandina en Isabela.
De soort telt drie ondersoorten:
- C. p. habeli: de noordelijke Galapagoseilanden.
- C. p. affinis: de westelijke Galapagoseilanden.
- C. p. psittacula: de centrale en zuidelijke Galapagoseilanden.

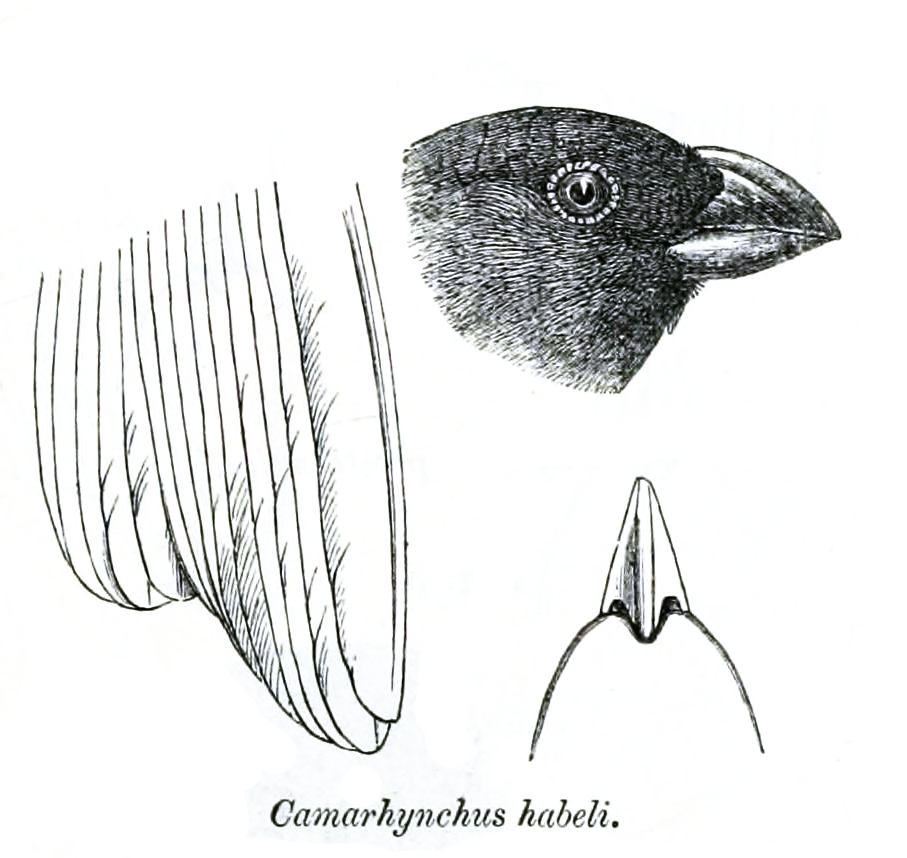
Detailtekening van C. psittaculus habeli uit een artikel in de Proceedings of the Zoological Society of London uit 1870